# Piotr Bronowicki
Piotr Bronowicki (ur. 10 września 1981 w Świdniku) – polski piłkarz grający przeważnie na pozycji prawego obrońcy. Jest wychowankiem Górnika Łęczna, w latach 2007–2008 był zawodnikiem warszawskiej Legii. W lipcu 2009 roku powrócił do macierzystego klubu Górnik Łęczna, umowę podpisał na rok. Jest bratem Grzegorza Bronowickiego, reprezentanta Polski.